# 미국 중앙정보국 한국지부
미국 중앙정보국 한국지부(美國中央情報局韓國支部, CIA Station in Seoul) 또는 CIA 한국지부는 중앙정보국의 한국 지국이다. 1946년 2월 13일부터 한국에서 정보 업무를 담당하였으며 1948년부터 1949년 사이에는 일시적으로 직제가 폐지되었다. 1958년 대한민국 국방부 중앙정보부 설치 이래 한국 정보기관과 정보를 공유, 교류하는 기관의 기관장이기도 하다.
1946년부터 1948년까지 주둔한 CIC는 1948년 이후 철수하였다가 1949년 예하 OSO와 OPC의 한국지부를 설치하였다. 그뒤 CIA로 개편되면서 CIA 서울지부를 두었다. CIA 한국지부의 직원들의 신분은 외부 기밀사항이고 기관장인 지부장은 주미한국대사관 직원으로 활동하였다. 1960년대부터 알려지기 시작하였고 일부 이임, 전직자들에 대한 정보가 1980년대부터 한국 언론에 보도되기 시작하였다.

## 활동
그러나 초기의 CIA 한국지부의 활동은 허술하였다. 1959년 8월에는 CIC 소속 중대장(미국 육군 대위)가 한국인 소년 정대조(당시 만 20세)에게 노상에서 손목시계를 강탈당하는 사건이 보도되어 화제가 되기도 했다. 1958년에 부임한 한국지부장 웨일 넬슨은 당시 국방부 장관 김정렬에게 정보기관의 창설을 권고하기도 했다.
1960년에 가서는 본격적으로 한국측과 정보 업무를 주고받았고, 피어 드 실바는 장면 총리에게 계속 쿠데타 정보를 전달하기도 했다. 1970년 이후에는 김대중 납치 사건에 대하여 한국 정부에 압력을 행사하기도 했다. 당시 CIA는 한국의 중앙정보부가 얻을 수 없는 정보들도 입수하여 확인하기도 하였다. 한편 대한민국 중앙정보부 측이 보고하지 않은 공작들도 수시로 접하곤 했다.
도널드 그레그는 1970년대 초 미 중앙정보국(CIA) 한국지부장으로 재직중 당시 한국 중앙정보부에서 일어난 최종길 전 서울대법대교수 의문사사건에 대해 상부의 지시를 어기고 한국정부에 강력히 항의하기도 했다. 그는 73년 당시 최종길 교수가 대학생 시위를 선동했다는 혐의로 중정에 끌려와 고문을 받다 숨졌다는 사실을 알게 되자 선택의 기로에 섰다.

## 역대 지부장

### CIC 서울지부장(CIC Seoul)
- 스위프트(Swift[3]), 1946년 2월 13일 - 1948년 8월 15일, 현역 미국 육군 대위&소령

### OSO 첩보부대 서울지부장(OSO Seoul)
- 조지 E. 오렐(George E. Aurell), 1949년 9월 9일 - 1951년

### OPC 방첩부대 서울지부장(OPC Seoul)
- 한스 V. 토프테(Hans V. Tofte), 1950년 - 1951년, CIC 극동분실장 겸임, 6.25 전쟁 때 매튜 리지웨이 장군을 도와 스톨 작전을 지원.[4] 인도의 자와할랄 네루의 중공군 지원 구호물자인 스웨덴 선박을 체포하여 중공군 보급로를 끊어놓았다.[4]
- 앨버트 R. 하니(Albert R. Haney), 1951년 - 1952년

### CIA 서울지국장(Chiefs of CIA Station Seoul)
- 존 레이몬드 하트(John Limond hart), 1952년 - 1955년
- 앨런 웨일스 덜레스(Allen Welsh Dulles), 1956년 - 1958년,
- 웨일 넬슨 (Wales Nelson), 1958년 - 1959년, 한국 정보기관 국방부 중앙정보실 창설 권유
- 피어 드 실바(Peer de Silva), 1959년 - 1962년, CIA 홍콩지부, 사이공지부, 호주지부장, 박정희의 쿠데타 기도를 장면에게 여러번 경고함
- 니콜라스 나쵸스(Nicholas Natsios), 1962년 - 1965년, CIA 극동담당국장, 북한 간첩 황태성을 심문
- 에드워드 1965년 - 1966년
- 장 라자스키, 1967년 - 1969년
- 존 H. 조코 리처드슨(John H (Jocko) Richardson), 1969년 - 1972년, CIA 그리스지부, 사이공지부장, 7.4 남북공동성명 당시 대응
- 도널드 그레그(Donald Gregg[5]), 1973년 - 1975년, 주한미국대사&조지 H. 부시 부통령 국가안보보좌관[6], 한국 정부에 김대중 납치사건 제지, 경고[7]
- 대니얼 아널드(Daniel Arnold), 1975년 - 1976년, CIA 태국지부장
- 로버트 F. 그레얼리(Robert F. Grealy), 1976년 - 1978년, CIA 필리핀지부장&서울 지국장&홍콩 지국장&본부 동부아시아 국장
- 로버트 브루스터(Robert Brewster), 1978년 - 1979년

### CIA 한국 지부장
- 로버트 브루스터(Robert Brewster), 1979년 - 1981년
- 로버트 케네디(Robert Kennedy), 1981년 - 1983년
- 제임스 E. 델라니(James E. Delaney), 1983년 - 1986년, 미국 국방연구원 고문[8], 아웅산 묘역 테러 사건 수사 지원
- 존 H. 스테인(John H. Stein), 1986년 - 1989년, CIA 공작담당 부국장, CIA 본부 감찰차장
- 제임스 맥칼라(James McCullough), 1989년 - 1992년, CIA 국장 특별보좌관, CIA 아태담당 국장, 북한 핵개발 브리핑
- 데니스 H. 오베르마이어(Dennis H. Obermayer), 1992년 6월 - 1995년 6월, 96년 6월 CIA 본부 동부아시아 국장으로 전출
- 존 F. 벤더(John F. Bender), 1995년 6월 - 1996년 6월
- 아트 M. 브라운(Arthur M. Brown[9]), 1996년 6월 - 1999년 6월 7일, CIA 랭구운 지국장&CIA 도쿄 지국장(99-2002)&동부 아시아 담당 국가정보관(2002.06~2003.11)&CIA 작전본부 동부아시아국장 (2003.11~2004.12)
- 존 R. 사노(John R. Sano[10]), 1999년 6월 10일[11] - 2001년, CIA본부 동부아시아국 부국장(96~99)
- 조지 W. 비올루시(George W. Biolsi), 2002년 7월 - 2005년
- 셀린 H. 워넬(Selin H. Warnell), 2005년 -2007년, 본명 한성옥[12], 한국계 출신
- 데이비드 A. 마즈든(David A.Marsden), 2007년 4월 -

## 영향력

### 한국 종합정보기관 설치 권고
1959년 어느 날 미 CIA 주요 간부 한 사람 이 당시 국방 장관인 김정렬에게 미국 기관과는 별도의 조직을 구성해야 한다며 당시 국방부 장관 김정렬에게 제의해왔다.
그는 미국 기관과는 별도의 조직으로 운영될 CIA 지부를 한국에 설치하고 싶다고 제의해왔다. 그는 CIA 지부가 설치 되면 그 요원 들에게 외교관과 똑같은 치외법권이 보장 되어 져야 할 것이라고 덧붙였다. 그러나 김정렬은 쉽게 응하지 않았다. 미국 중앙정보부, 즉 CIA 간부라고 자신을 소개한 넬슨은 CIA서울지부를 창설하러 왔다고 말하는 것이었다. 어리둥절해 하는 김 장관에게 넬슨은 전임 장관인 김용우와 CIA부장 앨런 덜레스가 함께 서명한 협약서를 제시했다.
김정렬은 이 제안에 대해 CIA 한국 지부 가 독자적인 기관 으로써 설치되는 것은 곤란 하나, 미국 대사관 안에 적당한 자리를 마련하여 활동하는 것이 좋겠다는 의견 을 내놓았다. 한미 두 나라의 정보협력에 대해서 규정한 문서였는데 김정렬은 이런 것이 있는 줄 그때 처음 알게 되었다. 넬슨은 이 협약에 따라 CIA지부를 개설하고 이 기구와 상대할 한국측 정보기관도 만들어줄 것을 요청했다.
김정렬은 이후락을 탐탁치 않게 생각하였지만 미국 CIA에서 계속 부탁하자 이승만에게 보고했다. 이승만은 아에 CIA를 믿지 말라면서 쉽게 허락해주지 않았다. 결국 정보기관은 국방부의 예하에 두는 것으로 낙착된다. 김 장관이 이 문제를 이승만 대통령과 상의했더니 대통령은 내키지 않는 표정으로 CIA지부의 창설을 허가하면서도 주의를 주는 것이었다. 1958년부터 미국은 CIA를 본뜬 정보기관을 설치하도록 이승만 대통령에게 요청하였지만 미국을 불신하던 이승만은 그 제의를 받아 주는 척 하면서 국방부 산하에 설치함으로써 기능을 격하시켰다.

### 중앙정보위원회 설치와 한국 내 쿠데타 정보 입수
1960년 11월 중앙정보조직인 중앙정보연구위원회를 조직하였다. 장면 총리는 미국 CIA 서울지부의 권유에 따라 총리실 직속의 중앙정보기관을 만들었다. 미국 CIA는 1961년 중앙정보연구위원회라는 이름으로 발족한 이 기관의 책임자로 이후락을 밀었다. 결국 HR는 미국인들의 지원에 힘입어 육군소장 예편과 함께 정보연구실장(차관급)으로 취임했다.
한편 이후락은 주한미국대사관의 직원들에게 박정희가 공산주의자라는 정보를 제공하기도 했다. 1961년 당시 주한미국대사관 실버 참사관이 마셜 그린 대리 대사에게 한 보고중에 "그에 관해서는 걱정되는 것이 하나 있습니다. 이후락 준장의 얘기로는 이전에 공산주의자였다는 것입니다. 기록을 보면 그는 반란 혐의 로 사형 판결을 받고 전향하여 형의 집행 을 면한 적이 있습니다."라는 보고가 있다. 실버 참사관은 바로 CIA 서울지부장 피어 실바였다.
한편 CIA 서울지부와 주한미국대사관은 여러 번 박정희 등의 쿠데타 기도 정보를 접하여 장면에게 전달하였다.

### 최종길 사태와 한국 중앙정보부 직원 파면 사태
1970년 최종길 교수가 대한민국 중앙정보부에 끌려가 고문치사하였다. 나중에 이 정보를 입수하게 된 도널드 그레그는 이를 그냥 침묵해야 할지 아니면 항의해야 할지를 두고 고민하였고, 그레그는 워싱턴 CIA본부에 사실을 알린 뒤 이를 한국정부에 항의할 수 있도록 허용해 줄 것을 요청했다. 워싱턴에서 온 답은 “그건 당신이 할 일이 아니니 그저 사실만 보고하라”였다. 그러나 그는 이 지시를 어겼다. 그레그 전 대사는 당시 박종규 청와대 경호실장을 만나 “한국 중정은 북한에 대응하는 일보다 국내 반대세력을 탄압하는 일에 더 관심이 많으니 함께 일할 수 없다”고 항의했다. 그는 당시 항의가 개인적 차원의 것임을 분명히 했으나 1주일 뒤 당시 이후락 중정부장이 경질됐고 법무부 출신의 신임 중정부장은 제일 먼저 요원들에게 고문금지지시를 내렸다고 전했다.

## 같이 보기
- 미국 중앙정보국
- 주한 미국 대사관
- 미국 연방수사국 한국지부